# Мішель Ділхара
Хатарасінгхеге Мішель Ділхара (сингал.: මිෂෙල් දිල්හාරා; нар. 1 травня 1996 р.) — акторка шрі-ланкійського кіно і телебачення. Одна з найпопулярніших телевізійних акторок Шрі-Ланки, Ділхара найбільш відома завдяки ролі «Поді Патхаракарі» в популярному телевізійному серіалі і ролі «Айоми» в серіалі Суду Андагена Калу Авідін. Окрім акторської майстерності, займається різноманітною благодійною діяльністю, є екологом, громадською діячкою та авторкою.
У 2019 році Ділхара отримала нагороду National Youth Icon Award на Всесвітньому молодіжному саміті, що відбувся в Нью-Делі, Індія, за її книгу «Соціальна невидимість — це не вигадка, вона існує» та за «Теорію альтернативного соціального зубчатого колеса». У 2020 році Ділхара отримала нагороду за найкращу майбутню жіночу роль на церемонії вручення премії Raigam Tele'es за роль у серіалі «Суду Андагена Калу Авідін», який отримав високу оцінку. За ту ж роль вона також отримала нагороду за найкращу майбутню жіночу роль на Sumathi Awards 2019, а також виграла державну премію на 15-му фестивалі Television State Award у 2021 році.
Зараз вона виконує роль амбасадорки мережі Дня Землі в Шрі-Ланці. Вона також є прихильницею і промоутеркою вуглецевої нейтральності, де вона співпрацювала з послом Кореї Сантутом Вунджін Чжон, щоб створити основу для реалізації Цілі сталого розвитку 13, ініціативи нульової чистоти в рамках посольства Кореї в Шрі-Ланці.

## Особисте життя
Мішель народилася 1 травня 1996 року в Рагамі як старша з трьох братів і сестер. У неї є дві молодші сестри: Мішен Прасадіка і Рошель Фіона. Її батько Хатарасінгеге Премавардена — бізнесмен, а мати Е. Жан Стелла Фернандо — домогосподарка. Мішель почала свою освіту в Негомбо-Південній міжнародній школі, а потім переїхала до Newstead Girls College, Негомбо для GCE O/L та A/L.
У шкільні роки, у віці 11 років, Ділхара почала займатися бойовими мистецтвами та карате-до-шітокай під керівництвом сенсея Рохана П. Удаякумари. Тим часом вона також брала участь у кількох місцевих та міжнародних чемпіонатах з карате та виграла декілька медалей. У 2010 році вона виграла золоту медаль на 2-му відкритому міжнародному чемпіонаті з карате з Годзю-рю.
Наразі Ділхара навчається на здобуття вищої освіти з ІТ та Національного вищого диплому з психології. Вона також читає курс «Підгляд за досвідом для раннього розвитку дітей» під керівництвом старшого викладача Думінди Гуруге в Університеті Раджарата Шрі-Ланки.

## Акторська кар'єра
Ділхара була членкинею шкільного драматичного колективу, де неодноразово починала виступати на шкільній сцені. Після завершення іспиту A/L вона приєдналася до Abhina Academy, яку проводила ветеранська художниця Аноджа Вірасінгхе в липні 2016 року. За словами Ділхари, Вірасінгхе була її першою наставницею з акторської майстерності, де вона навчилася йоги, а також контролю голосу та виразу обличчя. Пізніше, в жовтні 2016 року, вона приєдналася до акторської академії Дамаянті Фонсеки, щоб отримати додаткові знання, засновані на емоційному балансуванні та адаптації персонажів у драми. Потім вона приєдналася до Abhiranga Art Center Negombo, яким керувала Рандіка Вімаласурія в червні 2017 року, щоб продовжити вивчення драми та театру. У цей період вона отримала можливість вивчати мистецтво у режисера індійського театру Уджвала Сінгха.

### Телебачення
У 2016 році Ділхара вперше знялася в теледрамі у фільмі «Dedunnai Adare» режисера Саранги Мендіс. Потім вона знялася в популярному телевізійному серіалі «Сальсапуна» режисера Налана Мендіса і транслювалася на Sirasa TV, що зробило її прорив в акторській кар'єрі. Вона була обрана на роль «Прітхіва», відому як «Поді Паттхаракари», Сандх'єю Мендіс, головою Susila Productions. Незважаючи на те, що героїня була представлена в середині серіалу, вона була дуже популярна серед публіки. У той же період вона з'явилася з головною роллю в першій мобільній драмі «Дхара», виробленої Susila Productions.
У 2017 році Ділхара була відібрана в телевізійний серіал «Пурі» режисера Раніла Куласінгхе, який транслювався на Independent Television Network. У серіалі вона зіграла роль сільської дівчини на ім'я Маалі. У тому ж році вона взяла участь у фантастичній теледрамі «Бодхі» режисера Санджая Нірмала. Його транслювали на телеканалі Sirasa TV, де Ділхара зіграла роль «Богині Калі». Наприкінці 2017 року вона з'явилася в серіалі «Емі» як головна героїня «Емі». Серіал зняв Санджая Нірмал і він транслювався на телеканалі ITN. Її персонаж був дуже популярним.
У 2018 році вона знялася в популярному серіалі «Сіду» режисера Тіліна Боралесса, який транслювався на телеканалі «Дерана». Вона виступала в ролі «янгола денного світла», який допомагав і захищав Сіду під час його подорожі з маленьким ченцем Соратою. У той же період вона знялася в науково-фантастичному телевізійному серіалі Thuththiri з роллю «Урміла» режисера Санджая Нірмала. Драма також вважається першою комедійною мега драмою Сіфі на Шрі-Ланці.
У 2019 році Ділхара знялася в кількох телевізійних серіалах у багатьох жанрах. Вона зіграла в популярному серіалі Sudu Andagena Kalu Awidin, який транслювався на Sri Lanka Rupavahini Corporation, режисера Суніла Кости. Серіал був схвалений критиками і отримав кілька нагород на місцевих телевізійних фестивалях. У серіалі Ділхара зіграла роль «Айоми», дівчинки-підлітка, яка стикається з труднощами життя. Це стала її першою великою роллю на телеекрані. Пізніше вона зіграла в серіалі «Харата Гера» режисера Чандіки Віджаясени. Вона зіграла роль заможної дівчини на ім'я Пабасара.
У середині 2019 року вона зобразила персонажа «Кавіша» в телесеріалі «Дадаям Бамбару» режисера Санджаї Нірмала, який вийшов в ефір у Сварнавахіні. Пізніше в тому ж році вона зіграла в телевізійному серіалі «Kisa», який був її другою головною роллю, режисером якого став Німал Ратнаяке. Потім вона взяла участь у серіалі Сіхіна Кумарі режисера Рошана Вірасінге, де Ділхара зіграла подвійну роль двох сестер, «Амайя та Гімая». У 2020 році вона почала зніматися в комедійному трилері «Сіхіна Самагама», який транслювався на Swarnavahini. У жовтні 2020 року вона з'явилася в іншому серіалі-трилері «Чи ви мене чуєте», який транслювався на Національному телебаченні. Серіал є першою в історії спробою донести теледраму Шрі-Ланки до міжнародної аудиторії через соціальні мережі, де він транслюється з англійськими субтитрами.

### Фільми
Ділхара дебютувала в кіно у спортивному фільмі 2018 року "Удумабара у ролі другого плану «Мішель», талановитої спортсменки, яка змагалася з головною героїнею.

## Крім акторської майстерності
Крім акторської майстерності, вона також була задіяна в кількох телевізійних рекламних роликах, включаючи популярну рекламу чаю Малібан у 2017 та 2018 роках. Пізніше в 2018 році вона вела музичну програму 16+, яка транслювалася на телеканалі Sirasa TV.

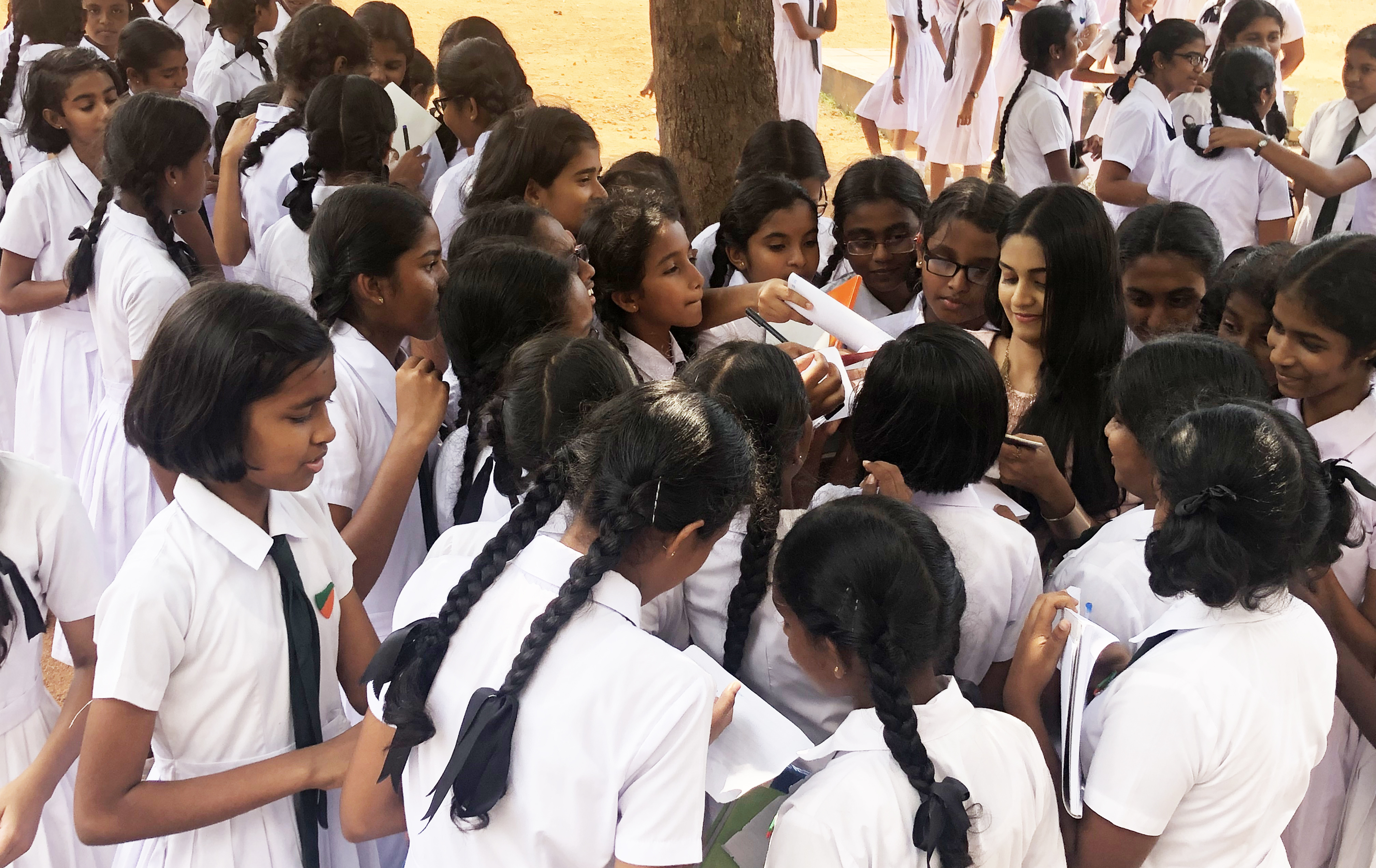
Ділхара зі школярами

У 2019 році вона вела розважальну програму Weekend Vinode разом з Удіт Абейратне та Рукшаною Дісанаяке, яка виходила щосуботи на Swarnawahini. У 2018 році вона знялася в музичному відео Hitha Mage Nokiyama у виконанні новачки Ділані Кастуріараччі. У 2019 році вона знялася в кліпі Нілана Хеттіараччі Adara Belman. Вона також співпрацювала з музичним відео Umathu Prema Kumara, яке співав Сашика Нісансала в 2019 році.
У 2020 році вона знялася в кліпі Nethra разом з Дамітою Абейратне. Пісня була озвучена Абхішекою Вімалавірою і присвячена Дню матері.

### Авторська робота
У 2019 році вона написала книгу «Соціальна невидимість — це не вигадка, вона існує». У книзі пояснюється про людей, які постраждали від соціальної невидимості через расу, недбалість, дискримінацію, вік та мовний бар'єр, а також про те, як мінімізувати соціальну невидимість і соціальне відчуження.

## Філантропія

### Рух від невидимого до видимого
З 15 років Ділхара хотіла бути гуманітарною діячкою. Вона почала проводити безкоштовні стипендіальні програми англійської мови для студентів із обмеженими фінансовими можливостями на Шрі-Ланці за підтримки викладачки англійської мови Данушки Кларк. У 2013 році вона також склала тест на знання японської мови. У 2018 році Ділхара ініціювала «Рух від невидимого до видимого» для людей, які постраждали від соціальної невидимості та соціального відчуження. Вона розпочала із 200 студентів у місті Дівулапітія, тепер програма зросла до 1000 студентів. Стипендіальна програма була започаткована як підпроєкт руху «Невидиме до видимого». Проєкт отримав високу оцінку населення всього острова, що допомагає їм розвивати свої комунікативні навички зі світом і створювати шлях для виходу на міжнародний ринок праці через роботу в Інтернеті.
У 2020 році Ділхара заснувала громадський центр під назвою Senehas Arana для пенсіонерів, які постраждали від соціальної невидимості та соціального відчуження в районі Дівулапітія. З громадським центром вона випустила свою першу теорію «Теорія альтернативного соціального зубчатого колеса», яка є соціологічною теорією того, як на людей впливають такі фактори, як літні люди, люди з обмеженими можливостями, освітній статус, бар'єри для людей похилого віку в отримання нових робочих місць, дискримінація та насильство.

## Екологічна активність
У 2016 році Ділхара організувала кампанію з Манушою Д. Наваратною, активною екологічною активісткою, щоб зменшити погіршення довкілля через зміну клімату. З 26 по 28 лютого 2016 року три дні поспіль на пляжі Негомбо проводилася кампанія, щоб видалити всі пластикові предмети, які кружляли на пляжі. На свій 22-й день народження у травні 2017 року вона організувала кампанію, щоб змінити фокус молоді на підтримку бідних, щоб вони стояли на ногах, а не витрачали час на відеоігри. Під час своєї кампанії вона разом із багатьма молодими людьми зібрала понад тисячу кілограмів рису та роздала його нужденним сім'ям у селі Пінакалеватта. Пізніше в серпні того ж року вона разом з Наваратною організувала ще один проект із посадки 1000 дерев як рішення для мінімізації поточної кліматичної кризи, яка сталася через глобальне потепління та зміну клімату. Дерева були посаджені в Катані, район Гампаха на Шрі-Ланці.
У січні 2020 року Ділхара провела в університетах, школах, газетах і телевізійних програмах численні програми підвищення обізнаності щодо зміни клімату та соціальної невидимості. У липні 2020 року Ділхара разом з Наваратною та Кларком організувала триденний табір зміни клімату для дітей, молоді та підлітків. Ініціатива передбачає залучення молоді до відновлення землі та покращення місця для життя в майбутньому. Табір включав заходи щодо зменшення деградації навколишнього середовища та організовував прибирання пляжів, інформаційні програми та кампанії, такі як посадка дерев.
7 березня 2021 року вона провела інформаційну програму щодо зміни клімату та глобального потепління на заході GreenCon 2021, який був організований Interact Club of Wycherley International School, де захід проходив у Cinnamon Grand Colombo. Тим часом, 29 квітня 2021 року вона провела програму підвищення обізнаності про харчові втрати та їх вплив на забруднення навколишнього середовища у співпраці з Food For All Kadamandiya Food Bank. В основному вона зосередилася на підвищенні обізнаності про скорочення харчових втрат, що є великим внеском у зміну клімату та глобального потепління, а також про те, як досягти Цілі сталого розвитку 2: Нульовий голод шляхом збереження продуктів, які витрачаються даремно.

### Університетська співпраця
Ділхара провела програму підвищення обізнаності щодо зміни клімату та соціальної невидимості в Університеті Раджарата Шрі-Ланки разом із Наджіт Гуруге, старшою викладачкою кафедри сприяння здоров'ю. Інформаційна програма була проведена для магістрантів факультету прикладних наук.
2 липня 2020 року разом із старшим викладачкою кафедри бухгалтерського обліку та фінансів Расікою Девундарою в Університеті Сабарагамуви Шрі-Ланки вона провела ще одну програму підвищення обізнаності. Програма була заснована на змінах клімату та розвитку особистості та проводилася для студентів факультету менеджменту. Програма інформування була проведена з метою поінформувати студентів про вплив зміни клімату, а також про те, як розвинути свою особистість і впевненість у собі як студентам університету.
6 квітня 2021 року Ділхара співпрацювала з Університетом Ува Велласа та організувала програму посадки дерев у приміщенні університету разом із програмою інформування. Програму ініціювали директор відділу профорієнтації д-р Джанака Сіямбалапітія та радник відділу профорієнтації Акіла Аушада Бандара. Головною метою заходу було заохотити університет до боротьби зі зміною клімату та глобальним потеплінням. 21 березня 2021 року вона приєдналася до Університету Пераденії та роздавала пакети з рисом та сухі пайки будинкам престарілих, які не отримували їжі через пандемію COVID-19 на Шрі-Ланці.
12 березня 2021 року Ділхара організувала програму посадки дерев з Університетом Шрі Джаєварденепура. Під час програми у приміщенні університету було висаджено шість різних видів дерев. Під час заходу Ділхара також провела для учасників програму інформування про те, як студенти університету можуть внести свій внесок у мінімізацію зміни клімату та глобального потепління. 28 лютого 2021 року вона провела лекцію про зміну клімату «Почуй Землю», яку організував AIESEC в Університеті Моратуви. Програма була представлена з метою підвищення обізнаності щодо мінімізації зміни клімату, глобального потепління та забруднення.
Вона співпрацювала з IEEE WIE Student Branch Affinity Group Університету оборони генерала сера Джона Котелавали та вела програму «EmpowHer» разом з професором Васаною Майтрі Герат. Конференція була організована з нагоди святкування Міжнародного жіночого дня 8 березня 2021 року.
5 червня 2021 року вона співпрацювала з Університетом Коломбо та разом із проф. Сіріл Вієсундара. Програма була організована за участю проректора ст. Чандріка Віжератна та проф. Ерандаті Локупутія з нагоди Всесвітнього дня навколишнього середовища 2021 року. 26 червня 2021 року вона співпрацювала з кафедрою маркетингового менеджменту Університету Шрі Джаєварденепура та розповсюджувала книги та мобільні вкладки для студентів, які стикаються з труднощами в навчанні через пандемію COVID-19.
12 вересня 2021 року Ділхара співпрацював з Університетом Джафни та провела програму інформування про вирубку лісів та глобальне потепління. Програма інформування була проведена для студентів Ротаракт на інженерному факультеті Університету Джафни.

## Міжнародне співробітництво

### Молодіжний саміт Південної Азії
У листопаді 2018 року Ділхара була офіційною господаркою 2-го молодіжного саміту Південної Азії, який відбувся на Шрі-Ланці. Захід відбувся за участю країни-спостерігача СААРК та представників з усієї Азії. Під час заходу вона виграла нагороду Asia Inspiration Award 2018 за внесок у благодійність Південної Азії.

### Всесвітній молодіжний саміт
У листопаді 2019 року вона взяла участь у Всесвітньому молодіжному саміті, який проходив у Нью-Делі, Індія.

### Мережа Дня Землі
22 квітня 2020 року Ділхара була запрошена мережею Дня Землі для участі в кампанії «Моє майбутнє Мій голос». Будучи найбільшим у світі рекрутером екологічного руху, кампанія була екологічною платформою для молоді «Віднови нашу землю». Разом із 50 іншими молодими людьми з приблизно 17 країн вона взяла участь на 50-річчю Дня Землі, де вона виступила на зустрічі про те, як зменшити вуглецевий слід, прагнення до нульових відходів, розвиток відновлюваних джерел енергії, скорочення викидів парникових газів, збереження природних ресурсів і виховувати менш щасливих. У заході взяли участь відомі світові особистості, зокрема Папа Франциск, Дені Гейс, Альберт II, принц Монако, Аль Гор, Патрісія Еспіноса, Джон Керрі, Зак Ефрон та Аніл Капур.
11 травня 2020 року вона була призначена амбасадоркою мережі Дня Землі в Шрі-Ланці.

### Міжнародний день дощу
29 липня Ділхара взяла участь у віртуальному фестивалі Всесвітнього дня дощу, який організувала мережа Дня Землі. Вона виступала разом з іншими знаменитостями Earth Day Network, такими як британський індійський музикант і композитор Сумік Датта, тайський актор Алекс Ренделл, Бомбей Джаяшрі Рамнат, індійська класична вокалістка Каушікі Чакраборті, індійський композитор Рікі Кедж, Сонам Вангчук і філіппінський актор Діндон.

### Корейське посольство
1 липня 2021 року вона співпрацювала з послом Кореї Шрі-Ланки Сантхушем Вунджіном Чоном і ініціювала програму «Go Green Embassy». Програма була започаткована з метою перетворення посольства в зелене посольство, таким чином досягнувши вуглецевої нейтральності та нульового значення щодо саміту P4G в Сеулі. Під час програми біля приміщення посольства було висаджено дерево ферреа Месуа, що символізує дружбу Шрі-Ланки з Кореєю.

## Фільмографія
| Рік      | Фільм    | Роль   | Пос.   |
| -------- | -------- | ------ | ------ |
| 2018 рік | Удумбара | Мішель | [ 82 ] |

### Вибрані телевізійні серіали
- Bodhi
- Can You Hear Me
- Crime Scene
- Dadayam Bambaru
- Dankuda Banda
- Dedunnai Adare
- Emy
- Haratha Hera
- Kanthoru Moru
- Kisa[83]
- Mati Kadulu[84]
- Podu 2[85]
- Poori
- Pork Veediya[86]
- Salsapuna
- Sidu
- Sihina Samagama
- Sudu Andagena Kalu Awidin
- Thuththiri

## Нагороди
Ділхара отримала кілька нагород на міжнародних та місцевих фестивалях, включаючи Молодіжний саміт Південної Азії та Всесвітній молодіжний саміт. Вона також отримала нагороду від міністра молоді та спорту уряду Малайзії пана Саєда Саддіка.

### Нагороди Молодіжного саміту
| Рік  | Номіновано                     | Нагорода                  | Результат |
| ---- | ------------------------------ | ------------------------- | --------- |
| 2018 | внесок у соціальну невидимість | Asia Inspiration Award    | Перемога  |
| 2019 | Філантропія                    | National Youth Icon Award | Перемога  |

### Нагороди Меморіалу Абдула Калама
| Рік  | Номіновано  | Нагорода                   | Результат |
| ---- | ----------- | -------------------------- | --------- |
| 2019 | Філантропія | Молодіжна амбасадорка миру | Перемога  |

### Raigam Tele'es
| Рік  | Номіновано                | Нагорода               | Результат |
| ---- | ------------------------- | ---------------------- | --------- |
| 2020 | Sudu Andagena Kalu Awidin | Краща майбутня актриса | Перемога  |
| 2020 | Sudu Andagena Kalu Awidin | Найпопулярніша актриса | Номінація |

### Премії Суматі
| Рік  | Номіновано                | Нагорода               | Результат |
| ---- | ------------------------- | ---------------------- | --------- |
| 2020 | Sudu Andagena Kalu Awidin | Найпопулярніша актриса | Номінація |
| 2021 | Sudu Andagena Kalu Awidin | Краща майбутня актриса | Перемога  |

### Премії Державного телебачення
| Рік  | Номіновано                | Нагорода            | Результат |
| ---- | ------------------------- | ------------------- | --------- |
| 2021 | Sudu Andagena Kalu Awidin | Нагорода за заслуги | Перемога  |

### Інтерв'ю
- Нугасевана Расавіндана 07.09.2018
- Нугасевана Пілісадара 17.01.2020
- Ваніта Варуна: Соціальна невидимість